# Wszechzwiązkowy Festiwal Filmowy
Wszechzwiązkowy Festiwal Filmowy (WFF) (ros. Всесоюзный кинофестиваль (ВКФ)) – jeden z głównych festiwali filmowych w Związku Radzieckim. Pierwszy odbył się w 1958 roku.

## Miejsca
1. 1964, Leningrad
2. 1966, Kijów
3. 1968, Leningrad
4. 1970, Mińsk
5. 1972, Tbilisi
6. 1973, Ałmaty
7. 1974, Baku
8. 1975, Kiszyniów
9. 1976, Frunze
10. 1977, Ryga
11. 1978, Erywań
12. 1979, Aszchabad
13. 1980, Duszanbe
14. 1981, Wilno
15. 1982, Tallinn
16. 1983, Leningrad
17. 1984, Kijów
18. 1985, Mińsk
19. 1986, Ałmaty
20. 1987, Tbilisi
21. 1988, Baku

Źródło: